# قصیده تائیه

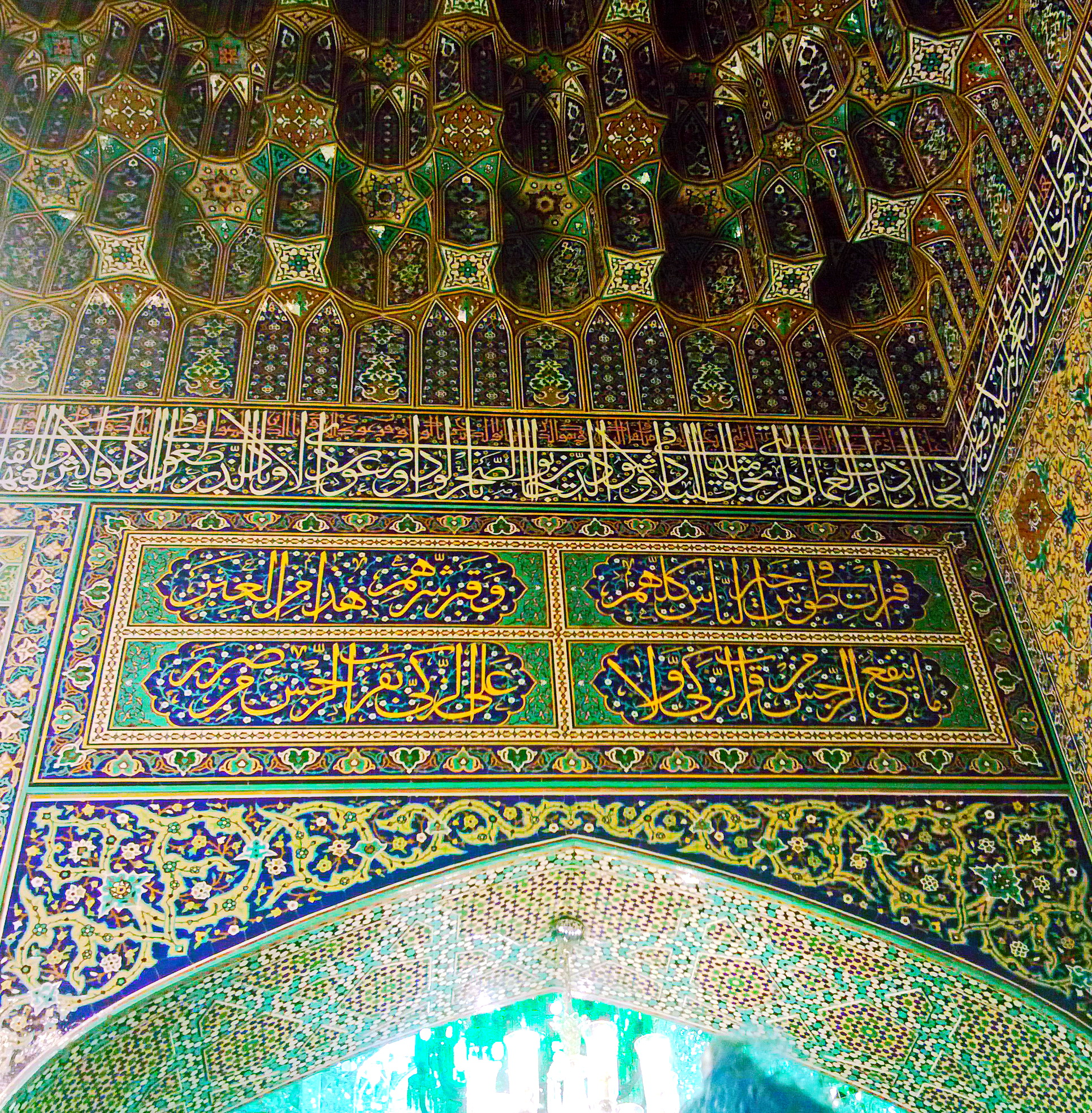
دو بیت از قصیده تائیه از دعبل خزاعی، منقش بر سردر مسجد بالاسر واقع در حرم امام رضا

قصیده تائیه، بلندترین قصیده دعبل خزائی است که سبب شد تا دعبل، شهرتی عالم‌گیر را کسب نماید. تعداد ابیات این قصیده، ۱۲۳ بیت و به زبان عربی است. نام این شعر، علاوه بر قصیده تائیه، به مدارس الآیات یا تائیه دعبل شهره است. وی ۱۵ قصیده سروده است که یکی از قطعه شعرهای او با تاء شروع می‌شود. از همین رو به این قصیده، قصیده تائیه گفته می‌شود.

## شاعر
دعبل خزاعی (زاده ۱۴۸ کوفه درگذشته ۲۴۵ قمری)، از شاعران برجسته و شیعه قرن دوم ه.ق است که در عصر خلفاء عباسی می‌زیست. اما با این حال، هرگز به دربار و مدیحه‌سرایی برای پادشاهان و خلفاء عباسی روی نیاورد.

## نکات ادبی
این قصیده، از لحاظ بافت کلامی، صنایع لفظی، صنایع معنوی و ادبی، جایگاه والایی دارد و برخی بر این باورند که اگر از دعبل، تنها همین قصیده باقی مانده بود، در شناخت نبوغ شعری و ادبی دعبل خزائی، کفایت می‌کرد. این شعر علاوه بر آرایه‌های ادبی، از لحاظ محتوایی و مفهوم نیز، مورد ستایش قرار گرفته‌است. وزن عروضی قصیده، «فَعُولُنْ مَفاعیلُنْ فَعُولُنْ مَفاعِلُ» است. این وزن، بیشتر مناسب اشعار حماسی با محتوای بلند می‌باشد. دعبل این شعر را در کمال ظرافت و آمیخته با صنایعی چون: حُسن مطلع، تشبیب و تغزل، جناس، مراعات النظیر، طباق، توریه، ایهام، استعاره، کنایه، حُسن تعلیل و حُسن تخلّص آراسته است.

## انگیزه
شهره است که وقتی علی بن موسی الرضا به مرو داخل شد و به منصب ولایتعهدی مأمون منصوب شد؛ دعبل قصیده‌ای را سرود و به محضر علی بن موسی الرضا راهی شد. دعبل به محفل علی بن موسی الرضا وارد شد و به او گفت: من قصیده ای در مدح شما سروده‌ام و عهد کرده ام که قبل از آنکه شما آن را نشنیده باشید، آن را برای دیگری نخوانم. علی بن موسی به وی اجازه سرودن داد.

## محتوا و ساختار

### ساختار
این قصیده در مدح اهل بیت نبوت سروده شده‌است. همچنین در آن به ذکر مصائب وارده بر این خاندان نیز پرداخته شده‌است. این موضوعات عبارتند از: خلافت علی بن ابی‌طالب، عصمت و امامت او و فرزندانش، عشق به آل محمد، بی‌وفایی و جور مردمان به این خاندان، جنایات بنی‌امیه و بنی عباس در حق اهل بیت نبوت، نبرد کربلا، قیام علویان بر ضد عباسیان و برخی از اعتقادات تشیع و گزارشات تاریخی. یکی از دلایل مورد توجه قرار گرفتن این شعر، بعد سیاسی آن است؛ زیرا او در زمان بنی‌عباس می‌زیسته و در اشعارش به ظلم‌های بنی عباس بر شیعیان و قیام شیعیان علیه حکومت را گزارش کرده‌است. در این قصیده، از ولایتعهدی علی بن موسی الرضا هیچ یادی نشده است. در ذکر علت آن آورده اند که علی بن موسی الرضا این منصب را به اجبار پذیرفته و به نوعی یک نقشه سیاسی برای پوشش تبعید علی بن موسی در مرو بوده است که توسط مأمون تمهیده شده بود.

### محتوا
| نبي الهدي صلي عليه ملكيه       |  | و بلغ عنا روحه التحفات       |
| اخا خاتم الرسل المصفي من القذي |  | و مفترس الابطال في الغمرات   |
| ا فاطم لو خلت الحسين مجدلاً     |  | و قد مات عطشاناً بشط الفرات   |
| اذن للطمت الخد فاطم بعده       |  | و اجريت دمع العين في الوجنات |

### شرح و حاشیه
به جهت اهمیت اعتقادی-تاریخی این شعر از دعبل خزائی، شاعران و عالمان بسیاری به شرح و حاشیه نویسی بر این قصیده پرداخته‌اند. از جمله این افراد می‌توان به: محمدباقر مجلسی، سید نعمت‌الله جزایری، کمال‌الدین محمد قنوی، علی علیاری و فاضل تونی اشاره کرد.